# Amphoe Mueang Nong Khai

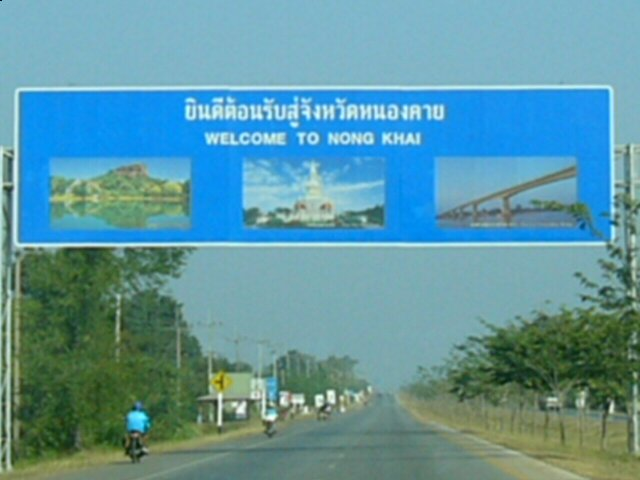
Begrüßungsschild an der Provinzgrenze

Amphoe Mueang Nong Khai (Thai อำเภอเมืองหนองคาย)  ist ein Landkreis (Amphoe – Verwaltungs-Distrikt) in der Provinz Nong Khai. Die Provinz Nong Khai liegt im nordwestlichen Teil von Nordost-Thailand, dem so genannten Isan.

## Lage
Benachbarte Distrikte (von Osten im Uhrzeigersinn): die Amphoe Phon Phisai der Provinz Nong Khai, Amphoe Phen der Provinz Udon Thani, sowie die Amphoe Sakhrai und Tha Bo wiederum aus der Provinz Nong Khai. Im Norden, auf dem gegenüberliegenden Ufer des Mekong-Flusses liegt die laotische Provinz Vientiane (Präfektur).

## Sehenswürdigkeiten
- Wat Phrathat Bang Phuan – buddhistischer Tempel (Wat) mit einer antiken Chedi, die bereits im 16. Jahrhundert von König Sai Setthathirath I. des Königreiches Lan Xang restauriert worden war.
- Sala Kaeo Ku – Park mit phantasievollen Betonstatuen des Mystikers Bunleua Sulilat.

## Ausbildung
Im Amphoe Mueang Nong Khai befindet sich ein Nebencampus der Universität Khon Kaen.

## Verwaltung

### Provinzverwaltung
Der Landkreis Mueang Nong Khai ist in 16 Tambon („Unterbezirke“ oder „Gemeinden“) eingeteilt, die sich weiter in 181 Muban („Dörfer“) unterteilen.
| Nr.  | Name                 | Thai        | Muban | Einw.  |
| ---- | -------------------- | ----------- | ----- | ------ |
| 01.  | Nai Mueang           | ในเมือง      | 0-    | 18.182 |
| 02.  | Mi Chai              | มีชัย         | 09    | 06.602 |
| 03.  | Pho Chai             | โพธิ์ชัย       | 12    | 15.801 |
| 04.  | Kuan Wan             | กวนวัน       | 07    | 05.374 |
| 05.  | Wiang Khuk           | เวียงคุก      | 08    | 06.127 |
| 06.  | Wat That             | วัดธาตุ       | 14    | 09.703 |
| 07.  | Hat Kham             | หาดคำ       | 13    | 16.852 |
| 08.  | Hin Ngom             | หินโงม       | 08    | 04.154 |
| 09.  | Ban Duea             | บ้านเดื่อ      | 16    | 07.338 |
| 010. | Khai Bok Wan         | ค่ายบกหวาน   | 16    | 14.329 |
| 011. | Phon Sawang          | โพนสว่าง     | 10    | 06.196 |
| 013. | Phra That Bang Phuan | พระธาตุบังพวน | 14    | 11.039 |
| 016. | Nong Kom Ko          | หนองกอมเกาะ | 11    | 11.556 |
| 017. | Pa Kho               | ปะโค        | 07    | 06.029 |
| 018. | Mueang Mi            | เมืองหมี      | 07    | 04.517 |
| 019. | Si Kai               | สีกาย        | 08    | 03.587 |

Hinweis: Die Daten der Muban liegen zum Teil noch nicht vor.

### Lokalverwaltung
Es gibt eine Kommune mit „Stadt“-Status (Thesaban Mueang) im Landkreis:
- Nong Khai (Thai: เทศบาลเมืองหนองคาย) umfasst die gesamten Tambon Nai Mueang, Michai und Teile der Tambon Pho Chai, Khun Wan, Hat Kham, Nong Kom Ko und Mueang Mi.

Es gibt acht Kommunen mit „Kleinstadt“-Status (Thesaban Tambon) im Landkreis:
- Kuan Wan (Thai: เทศบาลตำบลกวนวัน) besteht aus den Teilen des Tambon Kuan Wan, die nicht zur Stadt Nong Khai gehören.
- Wat That (Thai: เทศบาลตำบลวัดธาตุ) besteht aus dem gesamten Tambon Wat That.
- Ban Duea (Thai: เทศบาลตำบลบ้านเดื่อ) besteht aus dem gesamten Tambon Ban Duea.
- Pa Kho (Thai: เทศบาลตำบลปะโค) besteht aus dem gesamten Tambon Pa Kho.
- Wiang Khuk (Thai: เทศบาลตำบลเวียงคุก) besteht aus dem gesamten Tambon Wiang Khuk.
- Nong Song Hong (Thai: เทศบาลตำบลหนองสองห้อง) besteht aus Teilen des Tambon Khai Bok Wan.
- Hat Kham (Thai: เทศบาลตำบลหาดคำ) besteht aus den Teilen des Tambon Hat Kham, die nicht zur Stadt Nong Khai gehören.
- Pho Chai (Thai: เทศบาลตำบลโพธิ์ชัย) besteht aus den Teilen des Tambon Pho Chai, die nicht zur Stadt Nong Khai gehören.

Außerdem gibt es sieben „Tambon-Verwaltungsorganisationen“ (องค์การบริหารส่วนตำบล – Tambon Administrative Organizations, TAO):
- Hin Ngom (Thai: องค์การบริหารส่วนตำบลหินโงม)
- Khai Bok Wan (Thai: องค์การบริหารส่วนตำบลค่ายบกหวาน)
- Phon Sawang (Thai: องค์การบริหารส่วนตำบลโพนสว่าง)
- Phra That Bang Phuan (Thai: องค์การบริหารส่วนตำบลพระธาตุบังพวน)
- Nong Kom Ko (Thai: องค์การบริหารส่วนตำบลหนองกอมเกาะ)
- Mueang Mi (Thai: องค์การบริหารส่วนตำบลเมืองหมี)
- Si Kai (Thai: องค์การบริหารส่วนตำบลสีกาย)